# Армения (теплоход, 1928)
Теплоход «Арме́ния» — пассажирско-грузовой теплоход типа «Аджария». Был построен на Балтийском заводе в Ленинграде в 1928 году. 7 ноября 1941 года был потоплен немецкой авиацией в 18 милях от побережья Крыма. Число погибших составило, по разным оценкам, от 4500 до 10 000 человек. В 2020 году место затопления судна было обнаружено российской экспедицией.

## Работы над проектом

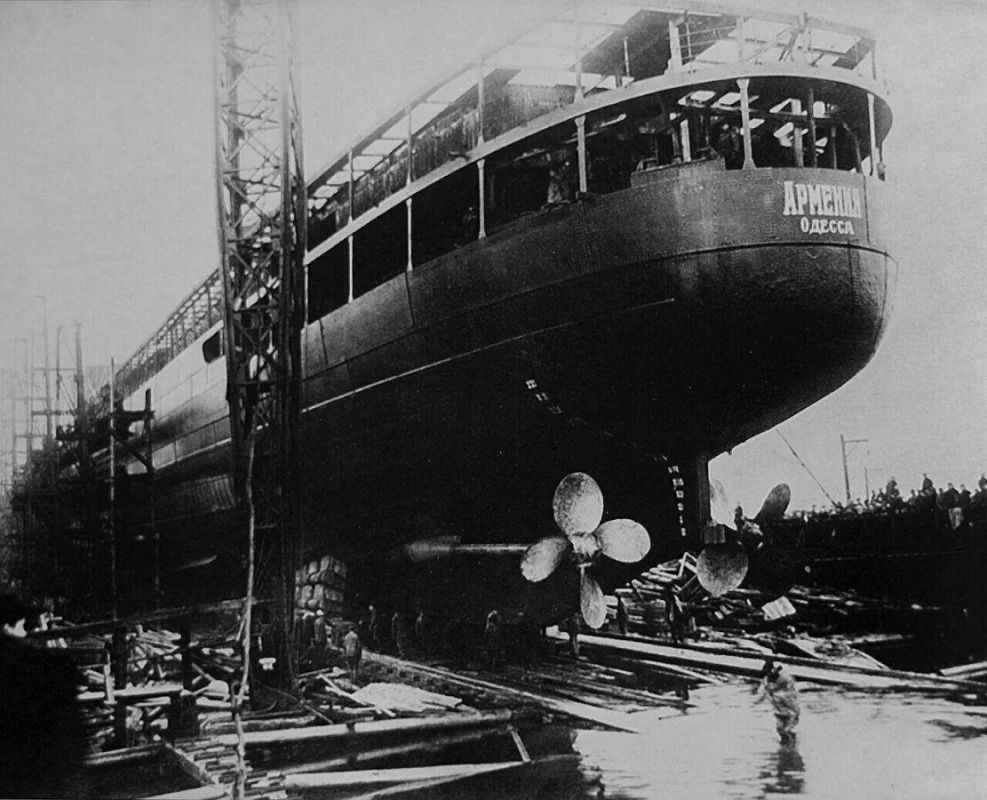
«Армения» на верфи

Работы велись в конструкторском бюро Балтийского завода в Ленинграде. В 1926 году архитектор Л. В. Руднев разработал архитектурно-художественную часть проекта теплоходов серии «Аджария»: «Аджария», «Абхазия», «Армения», «Украина» (построенных в 1927—1928 году на Балтийском заводе) и «Крым», «Грузия» (сооружённых в Киле).

## Характеристики
- Водоизмещение — 5770 тонн
- Длина — 107,7 м
- Ширина — 15,5 м
- Высота борта — 7,84 м[5]
- Силовая установка — два дизельных двигателя мощностью 3000 л. с.
- Скорость — 14,5 узлов (около 27 км/ч)
- Экипаж — 96 человек

## Работа на линиях Черноморского морского пароходства
После постройки новейший отечественный лайнер эксплуатировался Черноморским морским пароходством на линии Одесса — Батуми — Одесса. В базовом варианте он был рассчитан на перевозку 980 пассажиров и 1000 т грузов.

## В начале Великой Отечественной войны
В начале Великой Отечественной войны на Одесском судоремонтном заводе переоборудован в санитарно-транспортное судно. На него были нанесены красные кресты и поднят флаг международного Красного Креста (некоторые авторы отрицают наличие знаков Красного Креста на судне). «Армению» окрасили в шаровый цвет и вооружили тремя 45 мм орудиями 21-К, двумя 12,7 мм зенитными пулеметами ДШК. С 8 августа 1941 года она вошла в состав Черноморского флота как санитарный транспорт. Командовал  кораблем  39-летний  капитан-лейтенант Владимир Яковлевич Плаушевский. Старшим помощником назначен старший лейтенант Николай Фадеевич Знаюненко. Основной экипаж судна состоял из 96 человек. К 10 августа 1941 года работы были завершены. 
На судне имелись операционная и четыре перевязочных на 11 столов. Медперсонал судна составлял 9 врачей, 29 медсестёр и 75 санитаров. Эвакуационная ёмкость судна для перевозки лежачих раненых и больных составляла 450 человек.  Главным врачом был назначен военврач 2-го ранга Пётр Андреевич Дмитриевский, ранее работавший в одной из больниц Одессы. 
Нормы размещения при этом были весьма жёсткие, а при проведении эвакуационных мероприятий (к примеру, если сравнить эвакуацию Дюнкерка и эвакуацию Одессы) всегда значительно превышались. Поэтому при отсутствии списка пассажиров оценить число жертв по пассажировместимости можно весьма приблизительно.
В ходе обороны и эвакуации Одессы «Армения» совершила 15 рейсов из Одессы в порты Кавказа, эвакуировав за это время более 15 000 человек.

## Статус санитарного судна и факт его вооружения

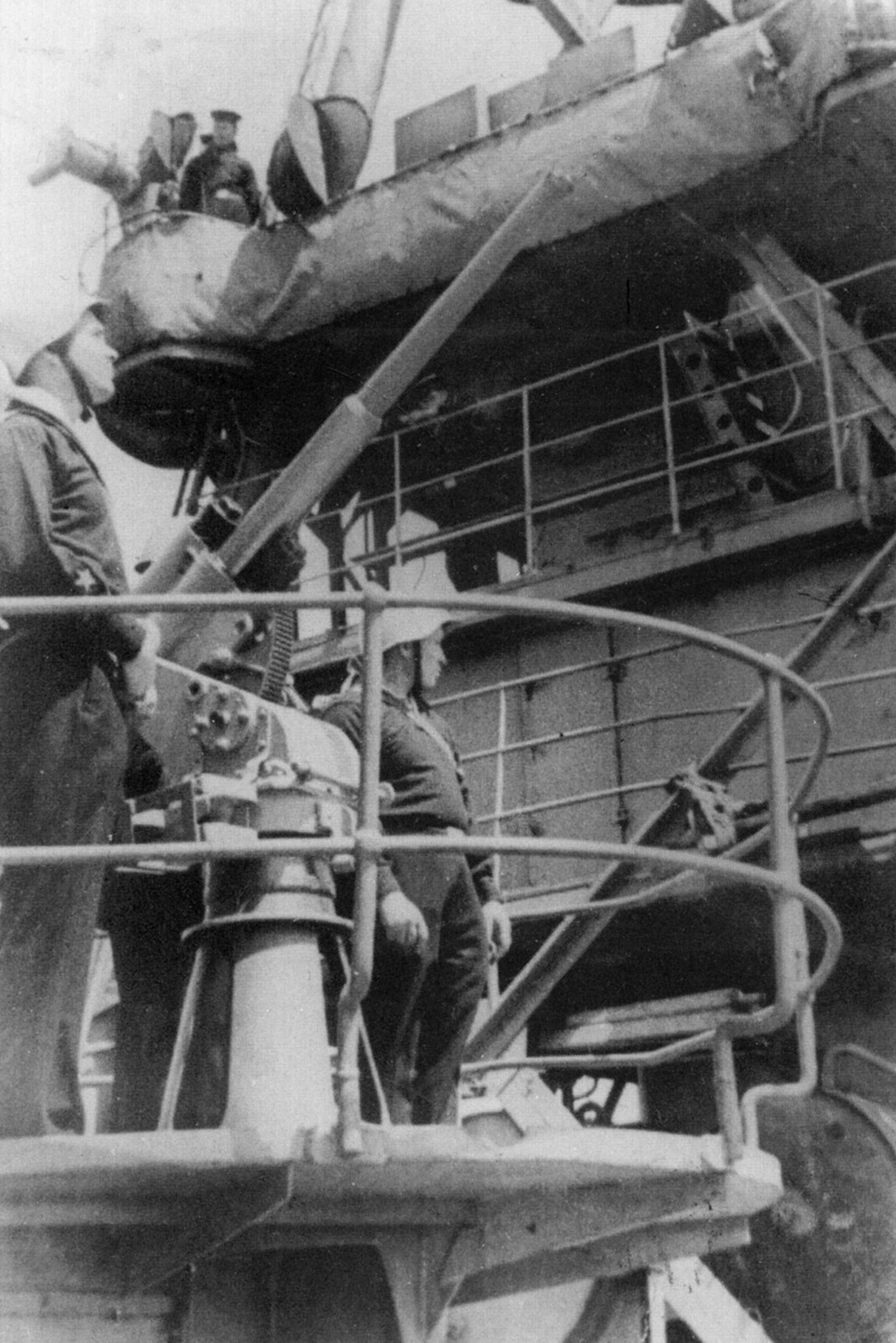
45-мм полуавтоматическая универсальная пушка 21-К

Гаагская конференция 1899 года в III конвенции и 2-я Гаагская конференция 1907 года в X конвенции признали распространение Женевской конвенции на морскую войну, причём все державы, подписавшие конвенцию 1907 года, обязывались следовать Женевской конвенции, если даже они раньше и не присоединились к ней. Германия подписала конвенцию, в 1909 году Россия ратифицировала конвенции (кроме 8-й, 11-й и 12-й), РСФСР в 1918 году объявило о своём соблюдении Женевской конвенции 1864 года, а также конвенций Красного Креста, одобренных Россией.
Первый параграф X Конвенции закреплял право нейтралитета для госпиталей и перевязочных пунктов на войне (а с 1907 года — и для плавучих госпиталей) до тех пор, пока в них находятся больные и раненые, и пока они не состоят под охраной военной силы одной из воюющих сторон.
С практической точки зрения, немецкие лётчики никак не могли видеть красные кресты на судне, как это утверждается во многих источниках. Юридически, вооружение «Армении» (на корабле были установлены три 45-мм пушки 21К и два 12,7-мм пулемёта ДШК), а также её следование в составе конвоя с охранением из боевых катеров и самолётов лишило её защитного статуса и сделало законной военной целью.
Публицисты А. М. Барановский, В. Н. Пономаренко, А. В. Смекалов и В. И. Юрко, в своей статье опубликованной в «Военно-историческом журнале», считают, что установка оборонительного противовоздушного вооружения и выделение кораблей охранения были совершенно оправданы, поскольку по их мнению, с самого начала войны немецкая авиация совершенно игнорировала знаки Красного Креста на санитарных судах, атакуя их вопреки нормам международного права (в июле 1941 года таким атакам на Чёрном море подверглись санитарные суда «Чехов» и «Котовский»).
Иногда атаку теплохода «Армения» сравнивают[кто?] с атакой Александра Марине́ско, потопившего учебное судно 2-й учебной дивизии подводного плавания военно-морского флота «Вильгельм Густлофф», перевозившее, кроме раненых и беженцев, в том числе и вооружённых военнослужащих. Как «Армения», так и «Вильгельм Густлофф» были мобилизованными судами, имели защитный окрас, вооружение и конвой, поэтому они оба являлись законной военной целью для противника. По военному значению и моральному аспекту они являются аналогичными трагедиями на море.

## Гибель
Около 17:00 6 ноября 1941 года теплоход «Армения» вышел из порта Севастополя, эвакуируя персонал нескольких военных госпиталей и жителей города. По разным оценкам, на борту находилось от 4,5 до 10 тысяч человек. 
На теплоходе находились несколько тысяч раненых бойцов и эвакуируемых граждан. На судно был погружен также персонал главного военно-морского госпиталя Черноморского флота и ряда других военных и гражданских госпиталей (всего 7 госпиталей), насчитывающий 307 человек медицинского состава. Также на борт были приняты руководство и сотрудники пионерлагеря «Артек», члены их семей и часть партийного руководства Крыма. Погрузка эвакуируемых шла в спешке, точное их число неизвестно.

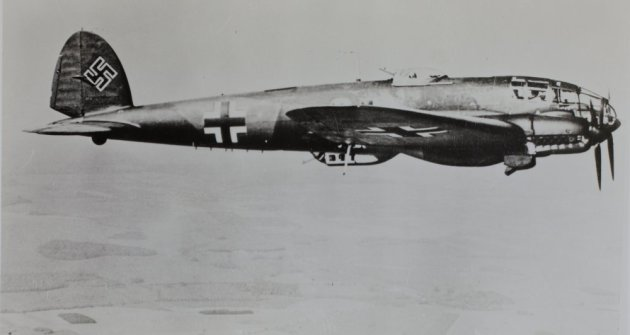
Бомбардировщик-торпедоносец Heinkel He 111

В 2:00 7 ноября судно прибыло в Ялту, где взяло на борт ещё несколько сотен человек и некий груз. В 8:00 судно вышло из порта в сопровождении СКА 0122.
По оперативной сводке штаба ОВР ГВМБ ЧФ № 001578, в 11:25 немецкий торпедоносец выпустил по ТР «Армения» две торпеды. Одна торпеда попала в носовую часть транспорта (в то же время в сообщении военной контрразведки ЧФ сообщается о двух торпедах).
Вероятно, торпедоносец принадлежал 1-й эскадрилье авиагруппы I/KG28 (командир оберст Эрнст-Август Рот, на вооружении торпедоносцы Хейнкель He-111). В немецком журнале боевых действий есть запись об атаке другого конвоя из трех транспортов — вероятно, ТР «Ворошилов», «Коммунист», СКА № 0141 и № 0102 в районе бухты Ласпи. Оперсводка OKL (нем. Oberkommando der Luftwaffe) на 10:00 8 ноября 1941 г. о событиях за предыдущие сутки (дело № 500-12452-0172) содержит указание о двух выпущенных торпедах (LT — Lufttorpedo), но не содержит информации об эскадрилье.
По ранее существовавшей версии, через 4 минуты «Армения» затонула в точке с координатами 44°15′ с. ш. 34°17′ в. д. (координаты приблизительные).
К апрелю 2020 года удалось установить местоположение теплохода на дне Чёрного моря и произвести предварительный осмотр подводным аппаратом. По результатам этого осмотра не было обнаружено повреждений судна, характерных для торпедной атаки. Специалистами высказана версия, что судно затонуло в результате авиационного бомбового удара.
Опубликованные воспоминания очевидцев, включая бывшую на борту «Армении» в момент гибели Анастасию Попову и видевших потопление судна с берега лиц, подтверждают факт потопления судна авиабомбами, а не торпедами.
Официально в советское время считалось, что погибли около 5 тысяч человек, в начале XXI века примерные оценки были увеличены до 7—10 тысяч человек. По одним данным — спасти удалось только восьмерых, по другим данным — спаслось 82 человека. Катастрофа «Армении» по числу жертв является одной из самых крупных в мировой истории.
Среди погибших:
- главный врач Севастопольского морского госпиталя, военврач 1-го ранга Семён Каган;
- профессор, военврач 1-го ранга Алексей Коздоба;
- актёр Севастопольского театра имени Луначарского Александр Брянский.

Транспорт не имел отличительных знаков госпитального судна, не был перекрашен в белый цвет и, по мнению некоторых военных историков [кого?], «Армения» не имела статуса защиты Конвенции Красного Креста, так как была вооружена четырьмя зенитными пушками 21-К и зенитными пулемётами. Также, кроме раненых и беженцев, на её борту находились военнослужащие и сотрудники НКВД. Корабль сопровождали два вооружённых катера и два истребителя И-153. В связи с этим, с точки зрения международного права, «Армения» являлась законной военной целью.
В 1941 году было проведено расследование причин гибели «Армении».

## Поиск останков погибшего судна
В 2000-х годах Департамент морского наследия Украины начал поисковые работы на предполагаемом месте гибели судна, которые не привели к успеху.
В 2006 году к работам по просьбе украинской стороны подключился Институт океанографии и океанологии США (NOAA) под руководством Роберта Балларда. Американцы нашли в предполагаемом районе гибели судна множество интересных объектов, однако «Армения» так и не была найдена.
В апреле 2020 года была опубликована информация, что останки теплохода обнаружены глубоководным комплексом под управлением специалистов Центра подводных исследований Русского географического общества по координатам, которые были определёны во время поисковой операции, проводившейся силами Министерства обороны России в 2017 году, как место магнитной аномалии на дне моря. «Армения» располагается в 18 милях от берега на глубине 1500 м. На борту «Армении» не нашли следов торпедной атаки. Поскольку надстройка судна и верхние палубы имеют значительные разрушения, можно считать, что «Армения» подверглась бомбардировке с воздуха. «Армения» лежит на дне на ровном киле.
В апреле и мае 2021 года с участием Минобороны России проведены новые исследования корпуса судна. Установлено, что спасательные шлюпки на палубах судна отсутствуют, по правому борту судна все шлюп-балки развёрнуты в положение «за борт», а канаты обрублены, носовой и кормовой погрузочные люки открыты. Из этого следует, что перед гибелью судна производилось спасение людей из трюмов, а экипаж сумел сбросить на воду спасательные шлюпки. Характер повреждений подтвердил версию о гибели судна от авиабомб. Экипажем опытового судна «Селигер» Черноморского флота был обнаружен и в результате сложной операции с использованием глубоководного телеуправляемого автономного аппарата поднят со дна судовой колокол (рында).

## Память
- В Малореченском в 2007 году освящён Храм-маяк Николая Чудотворца (Украинская православная церковь)[25]. Храм-маяк является самым высоким культовым сооружением в Крыму. Храмовый комплекс входит в состав Мемориала всем погибшим на водах. Автор проекта — народный художник Украины Анатолий Гайдамака. В храме на нижнем этаже в 2009 году открыт Музей катастроф на водах, часть экспозиции посвящена трагедии «Армении»[26].
- В память о жертвах «Армении» открыта доска на часовне собора Новомучеников и Исповедников на набережной Ялты[27].

## «Армения» в кино
- В 1935 году теплоход был задействован в съёмках художественного фильма «Сокровище погибшего корабля» режиссёров Владимира Брауна и Исаака Менакера, по сценарию Бориса Липатова на студии «Ленфильм». Корабль в кадре присутствовал под собственным именем[28].
- Документальный фильм Елизаветы Листовой «Черноморский цугцванг. Гибель теплохода «Армения» (2021 г.). При создании фильма впервые использованы ранее засекреченные документы из архива Военно-морского флота и следственное дело о гибели «Армении» из архива ФСБ[29].

## Галерея

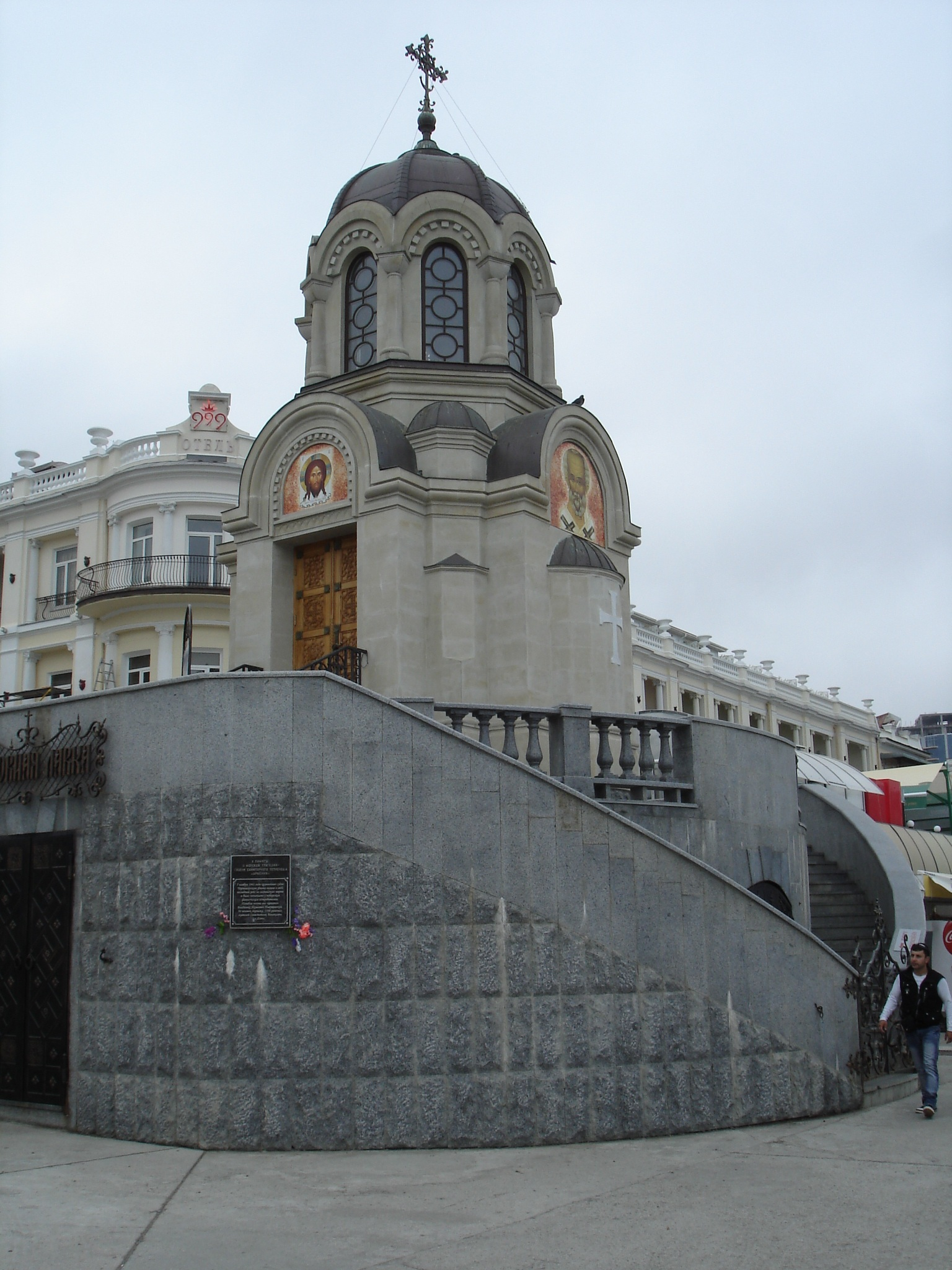
Часовня в Ялте, посвящённая погибшим на теплоходе
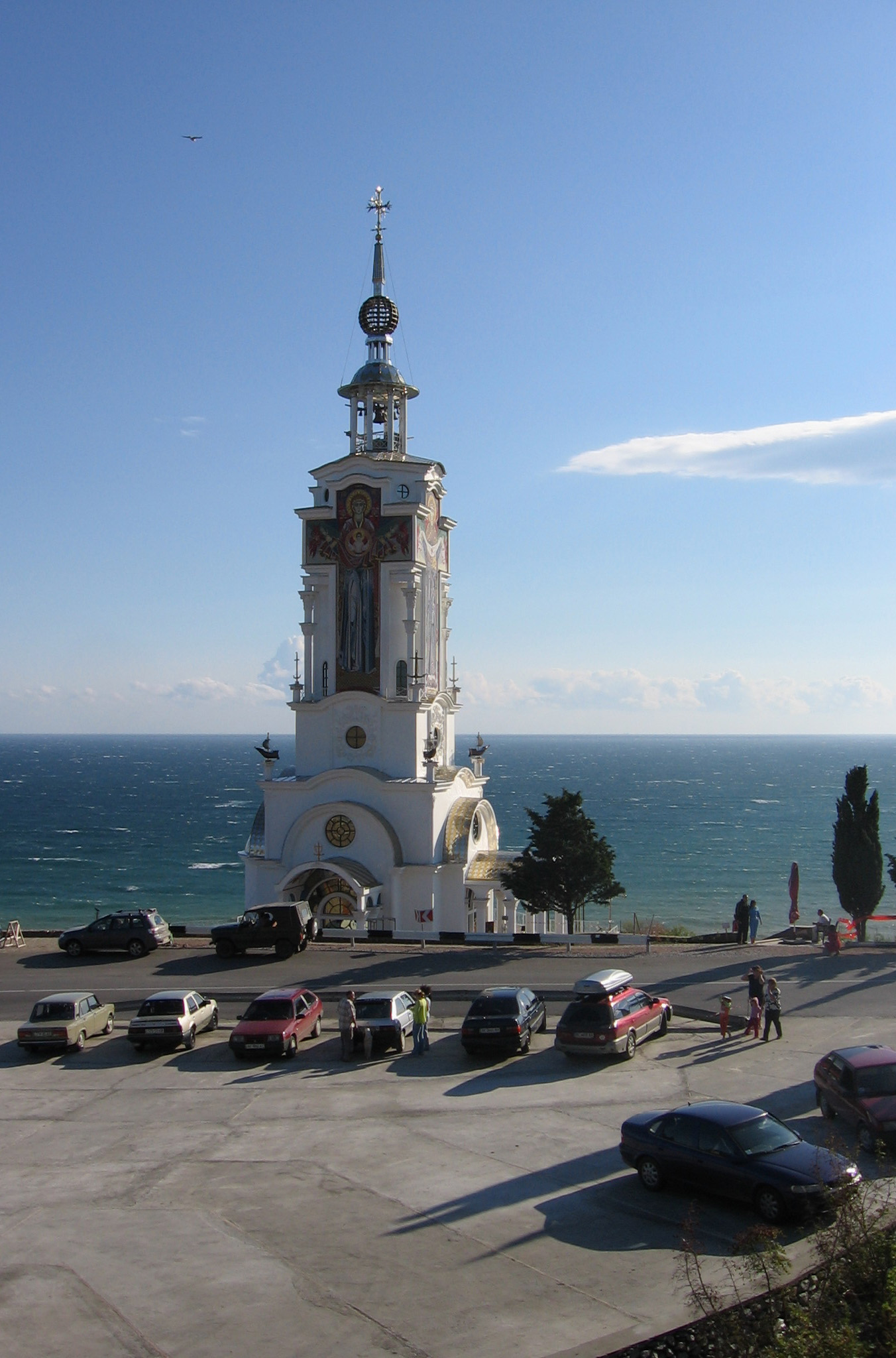
Храм-маяк Св. Николая Чудотворца, Малореченское
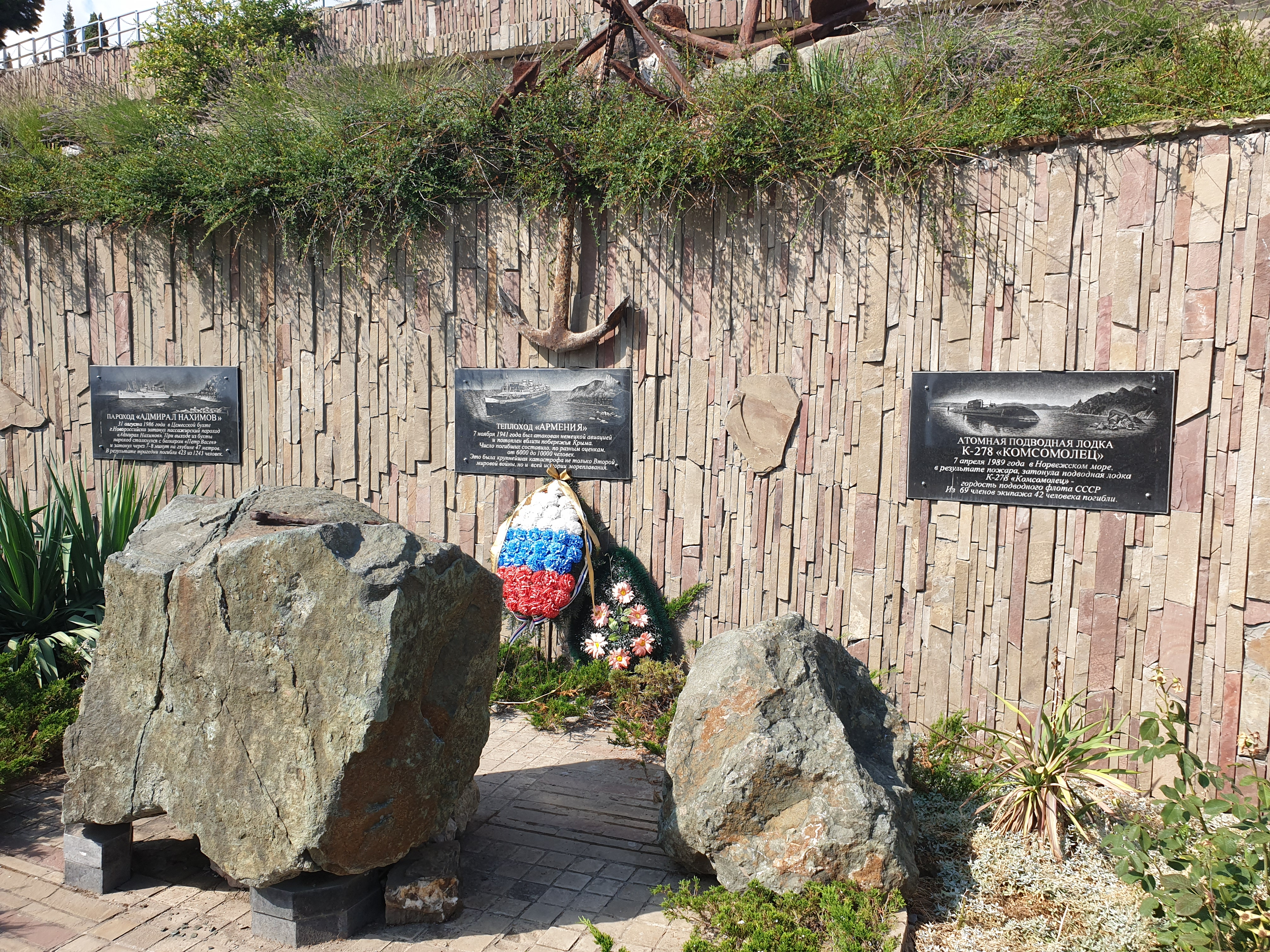
Памятная доска на территории храма Св.Николая в селе Малореченское
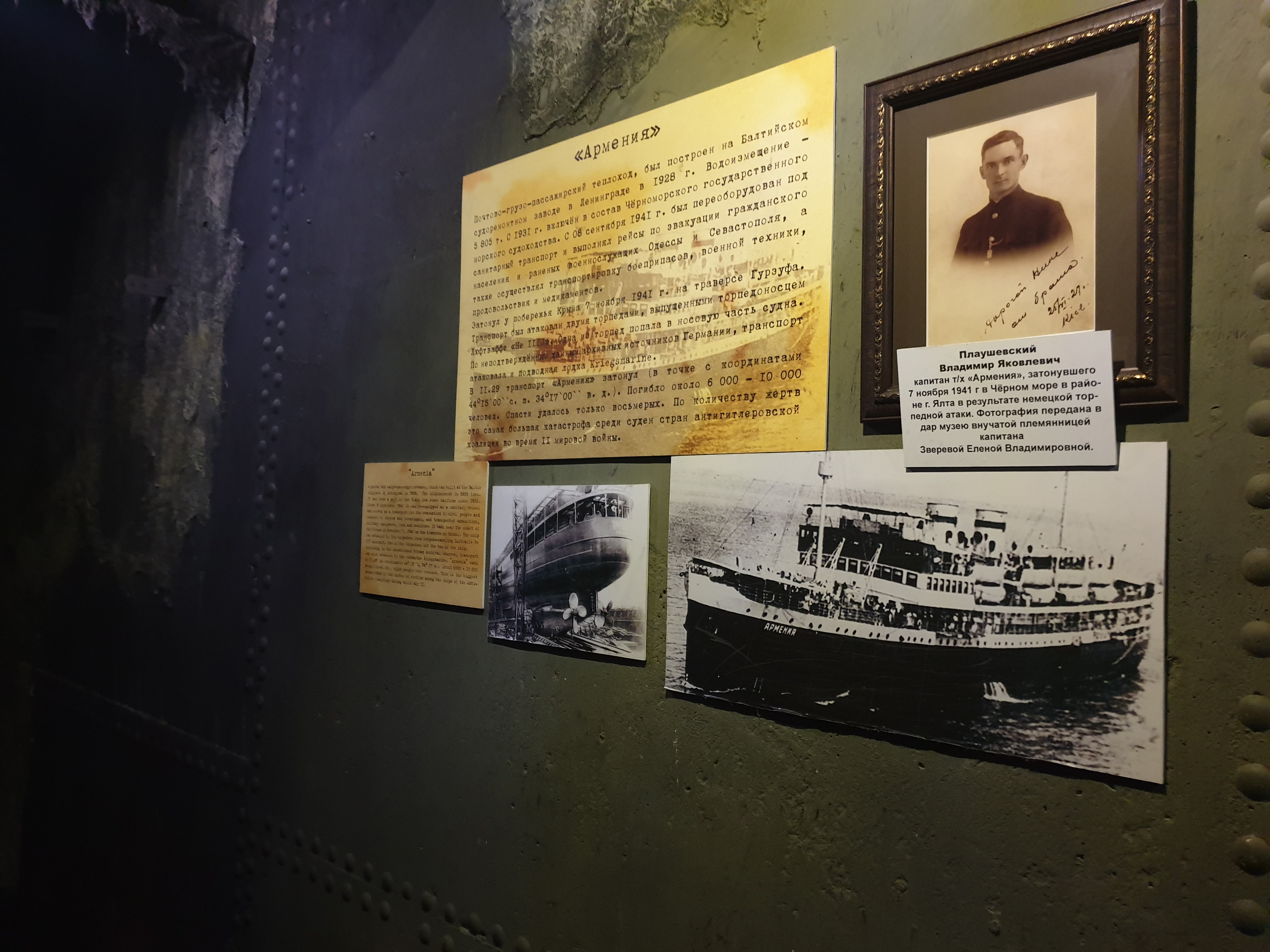
Экспозиция посвященная теплоходу в музее при храме Св.Николая в селе Малореченское